# Ossessione omicida
Ossessione omicida (No Good Deed) è un film del 2014 diretto da Sam Miller con protagonisti Idris Elba e Taraji P. Henson.

## Trama
Colin Evans è un detenuto che sta scontando una pena di alcuni anni per aver causato la morte di diverse persone. Dopo aver perso la causa che lo avrebbe, in caso di vittoria, liberato definitivamente permettendogli di scontare soltanto una pena di 5 anni ed aver ascoltato i giudici mentre lo definiscono "narcisista patologico", uomo violento, bugiardo e troppo sicuro di sé, che non vuole essere per nessun motivo corretto; egli uccide le sue guardie e decide di andare a trovare l'ex fidanzata nel paese in cui abitavano ed in cui stavano preparando le ormai imminenti nozze. Ed ecco la tragica scoperta: la ragazza ha già trovato un nuovo compagno, i due hanno fatto sesso più volte e stavano bene insieme. Colin scopre anche dove si trova il compagno, leggendo l'indirizzo di casa in una lettera che lui stesso inviò alla ragazza. Dopo un iniziale litigio, Colin e l'ex fidanzata si ritrovano in camera da letto: improvvisamente il protagonista perde la testa e uccide la ragazza, strangolandola violentemente e colpendola con un lume. A questo punto, il protagonista, in evidente stato di confusione, si reca verso l'abitazione indicata dall'indirizzo scritto sulla lettera. Qui trova Terry, donna sposata, con due figli.
Il marito è fuori città per giocare insieme al padre a golf. Colin con una scusa riesce ad entrare in casa, da perfetto sconosciuto, e ricevere cure mediche in seguito all'incidente che ha avuto poco prima in auto. I due chiacchierano ed entrano in confidenza. Ad un certo punto giunge l'amica di Terry. Meg, che sembra affascinata dal misterioso uomo che ritrova in casa al suo arrivo. Tuttavia, dopo un primo iniziale approccio, Meg scopre il carattere scontroso, bugiardo e cattivo di Colin, e lo minaccia di dire tutto a Terry: il protagonista, in preda ad un istinto omicida, la uccide con una pala e la lascia in garage.
Terry inizia a insospettirsi degli atteggiamenti di Colin e tenta più volte di fuggire con i figli, soprattutto quando scopre la pistola che Colin porta dietro i pantaloni (rubata precedentemente alla guardia). Non riesce nel suo intento ma ha la prontezza di chiamare il 911. Di conseguenza, per non farsi trovare dalla polizia, Colin la costringe a cambiare casa e andare in quella dell'ex fidanzata, ancora morta per terra. Colin, Terry e i due figli, durante il viaggio, incontrano una volante della polizia ma, nonostante un tentativo di soccorso e richiesta di aiuto da parte di Terry, un poliziotto viene prontamente freddato da Colin. I due giungono quindi a casa della ragazza uccisa, in continuo contrasto e con costanti tentativi di fuga da parte di Terry.
Dopo un acceso scontro, Colin cerca di obbligare Terry a curargli la ferita che lei stessa gli ha causato in precedenza: mentre il protagonista scende giù perché scatta l'allarme dell'auto, squilla il telefono dell'ex fidanzata di Colin, Terry risponde e sente la voce di suo marito Jeffrey. Di conseguenza, scopre che quest'ultimo frequentava la ragazza, ormai morta. Sfruttando il momento di assenza di Colin, Terry chiama la polizia e riesce con uno stratagemma a disorientare Colin, che tenta in tutti i modi di ucciderla, non riuscendoci. Al termine dell'ennesimo scontro, Terry riesce a freddare Colin con un paio di colpi della sua stessa pistola e nel frattempo arriva la polizia. Il film si conclude con Terry che cambia vita, trasferendosi in una nuova casa nel centro del paese, insieme ai due figli e senza l'ex marito, che fino alla fine ha tentato di giustificarsi e chiesto il suo perdono per averla tradita.

## Produzione
Le riprese del film sono iniziate nell'aprile 2012 e si svolgono nella città di Atlanta

## Promozione
Il primo trailer del film viene diffuso il 12 giugno 2014.

## Distribuzione
La pellicola è stata distribuita nelle sale cinematografiche statunitensi a partire dal 12 settembre 2014.

## Riconoscimenti
- 2015 - NAACP Image Award
  - Miglior attrice protagonista a Taraji P. Henson
  - Candidatura per il miglior attore protagonista a Idris Elba